# Liste der Baudenkmäler in Fürth-Kronach
In der Liste der Baudenkmäler in Kronach sind die Baudenkmäler im Fürther Ortsteil Kronach aufgelistet. Zu diesen Baudenkmälern gibt es auch eine Bildersammlung.
Diese Liste ist eine Teilliste der Liste der Baudenkmäler in Fürth. Grundlage der Liste ist die Bayerische Denkmalliste, die auf Basis des bayerischen Denkmalschutzgesetzes vom 1. Oktober 1973 erstmals erstellt wurde und seither durch das Bayerische Landesamt für Denkmalpflege geführt und aktualisiert wird. Die folgenden Angaben ersetzen nicht die rechtsverbindliche Auskunft der Denkmalschutzbehörde.

## Baudenkmäler nach Straßen
| Lage                                | Objekt    | Beschreibung | Akten-Nr.                | Bild           |
| ----------------------------------- | --------- | --- | ------------------------ | -------------- |
| Ronhofer Hauptstraße 312 (Standort) | Bauernhof | Wohnstallhaus, erdgeschossiger, teils verputzter Sandsteinquaderbau mit Steilsatteldach, verputzten Fachwerkgiebeln und Aufzugdächlein, erste Hälfte 18. Jahrhundert; Hofmauer aus Sandsteinquadern, bez. 1803. | D-5-63-000-1524 Wikidata | weitere Bilder |